# 육현
육현(중국어 정체자: 毓賢, 병음: Yuxian, 1842년 - 1901년 2월 22일)은 중국 청나라 말기의 관리이다. 자는 좌신(佐臣)으로 내무부 만주 정황기 출신으로 혁안찰시(赫顔扎氏) 가문이다.

## 생애
1889년(광서 15년), 산동성 조주의 지부가 되었고, 3개월 동안 도적 1,500명을 죽여 이름이 알려지게 되었다. 1896년(광서 22년), 산동 포정사로 승진했고, 1899년에 산동 순무에 취임했다.
당시 산동성에서는 외국을 배척하는 감정이 격해져 있었다. 1897년(광서 23년)에 대도회가 독일인의 기독교 선교사 2명을 살해하는 조주교안 사건이 발생하여 순무 이병형이 해임되었다. 그런 상황에서 산동 순무로 취임한 육현은 “민심은 이용하는 것”이라며 의화권민을 향용에 편입하면서 합법적 조직인 ‘의화단’이 성립되었다. 또 의화단에게 ‘육’(毓)자 깃발을 주고 의화단이 교회를 방화하고, 기독교인을 살해하는 것을 방치하였고, 기독교인들이 보호를 요청해도 무시했다. 따라서 외국의 압력으로 정부로부터 해임당하고 원세개와 교체되었다. 그러나 해임 후에도 베이징에서 단군왕(端郡王) 재의(載漪), 장친왕 재훈(載勛), 대학사 강의(剛毅) 등에게 의화단을 이용하도록 권했고, 서태후도 알현했다.
1900년, 육현은 산서순무로 복귀했다. 산서 순무 재임 중에 육현의 외국을 배척하는 주의는 더욱 가혹해졌고, 의화단을 사주하여 교회를 불태우고 선교사를 살해했다. 태원에서 46명의 선교사와 그 가족(11명 유아 포함)들이 살해되었고, 산서성 전체에서 191명의 선교사가 살해되었으며, 1만 명의 중국인 신자 살해되고 교회와 병원 225개소가 파괴되었다. 산서 다른 지역에 비해 가장 많은 외국인이 살해당한 것이다.
같은 해, 의화단의 난이 진압된 후 연합군은 육현을 전범으로 지명했다. 9월 26일, 육현은 면직되고, 신강성으로 유배되었다. 그리고 이듬해 1901년 2월 22일, 신강성으로 가는 길에 란저우에서 처형되었다.
육현은 잔인했지만 청렴했기 때문에 산서성 사람들은 사당을 짓고 모시려고 했지만, 조정의 명령으로 중단되었다.

## 같이 보기
- 의화단의 난